# Salmo montenigrinus
 Salmo montenigrinus  ist eine Fischart aus der Familie der Lachsfische (Salmonidae), die endemisch auf der Balkanhalbinsel im Bereich der Morača im Zentrum Montenegros und in der Neretva, dem größten Fluss der Herzegowina vorkommt.

## Merkmale
Salmo montenigrinus erreicht eine Länge von bis zu 26 Zentimetern. Die Körperhöhe macht 25–28 % der Standardlänge aus. Die Kopfoberseite und der Rücken sind gelblich und weisen keine Flecken auf. Die Flanken weisen zahlreiche kleine schwarze Flecken auf, die vor allem unterhalb des Seitenlinienorgans liegen, sowie gleichmäßiger verteilte rote Flecken. Der Oberkiefer ist kurz und breit. Die Kiemenreuse weist 21 bis 23 Dornen auf. Zwischen Fettflosse und Seitenlinie liegen 15 bis 17 Schuppen.

## Lebensweise
Die Art besiedelt schnellfließende, klare Gewässer und findet sich häufig in der Nähe von Wasserfällen. Die Laichzeit liegt im Frühjahr.